# Chicken Park
Chicken Park è un film del 1994, diretto e interpretato da Jerry Calà.
Calà, al suo esordio dietro la macchina da presa, è anche protagonista della pellicola che è stata filmata in lingua inglese e successivamente doppiata in italiano.
Parodia di Jurassic Park, si avvale di numerose gag a citare altri film come La famiglia Addams, Edward mani di forbice, Godzilla, Mamma, ho perso l'aereo e Il cacciatore, nonché film di parodia come Hot Shots!.

## Trama
Vladimiro Corsetti è un allevatore italiano di pollame che, stroncato da un atto di sabotaggio da parte della concorrenza, va nella Repubblica Dominicana con Joe, un gallo di razza Urshaki addestrato al combattimento per scommesse clandestine. Quest'ultimo però viene rapito subito dopo il primo incontro vinto e Vladimiro inizia una ricerca disperata per recuperarlo.
Seguendo le tracce lasciate dal gallo scopre che questo è stato portato a "Chicken Park", un parco dove polli giganti mutati geneticamente spadroneggiano sul territorio. Qui fa la conoscenza del dottor Eggs, scienziato di bassa statura a capo del parco, e della dottoressa Sigourney, sua aiutante. Scopre inoltre che i valori di Joe sono perfetti e che questo riproducendosi contribuirebbe alla nascita di un esemplare perfetto.
Con il passare dei giorni Vladimiro si ritrova prigioniero del singolare studioso, il quale si rifiuta di liberare Joe perché intenzionato a farlo accoppiare con un'altra gallina del parco, in modo da dare vita al pollo perfetto.
Vladimiro, con l'aiuto di Sigourney, cercherà di fuggire con il suo Joe dal Chicken Park, sfidandone le numerose insidie e sconfiggendo il famigerato Pollo ibridus (chiara parodia del T-Rex), selvaggio esemplare onnivoro che riesce a fuggire dalla recinzione in cui è rinchiuso.

## Produzione
Il film è stato girato tra la Repubblica Dominicana, i Caraibi e L'Aquila in Abruzzo.

## Distribuzione
Il film, inizialmente concepito per essere distribuito nelle sale, venne presentato alla quattordicesima edizione del Fantafestival di Roma. Non fu mai sottoposto a revisione per il visto censura né distribuito nelle sale italiane. La prima messa in onda televisiva fu in prima serata su Italia 1 il 10 marzo 1995, quando registrò un auditel di 4 milioni di telespettatori. Il film nel 1996 venne distribuito nei cinema in Turchia con il titolo di Piliç parki e in Spagna come Pollo jurásico. È stato poi distribuito in VHS in Ungheria, Germania, Russia e Thailandia.

## Accoglienza

### Critica
L'accoglienza della critica per il film è stata completamente negativa, con L'espresso che ha definito il film "spazzatura" e MDZ Online ha commentato che il film era di così scarsa qualità da avere il potenziale per diventare un classico di culto. Il critico cinematografico Marco Giusti ha definito il film "supertrash", "più stupido che divertente" e un film in cui il miglior attore è probabilmente Jo, il pollo di Calà. Secondo il critico cinematografico Paolo Mereghetti il film non riesce quasi del tutto a strappare un sorriso e la versione inglese del film, con lo stesso Calà che si autodoppia, è un must per gli amanti del trash. Secondo l'autore Massimo Bertarelli, il film è fatto solo di "buffonate esasperanti e trascuratezza deprimente".